# Lijst van nederzettingen in Nunavut

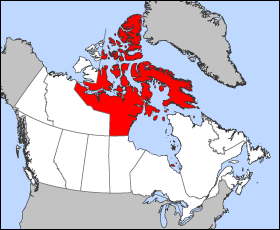
Ligging van Nunavut binnen Canada

Dit is een lijst van alle nederzettingen in het Territorium Nunavut in Canada. Sommige Engelstalige namen zijn ook gekend onder hun naam in het Inuktitut of Inuinnaqtun en sommige dorpen zijn bijna enkel gekend in hun naam in het Inuktitut of Inuinnaqtun. Volgens de Canadese volkstelling van 2011 bedroeg het totaal aantal inwoners 31.906, dat is een stijging van 8,3% tegenover de volkstelling van 2006.

## Door de overheid van Nunavut erkende gemeenten
| Nederzetting        | Inuktitut/Inuinnaqtun                      | Betekenis                                                                       | Regio             | Bevolking 2011 | % verschil tegenover 2006 |
| ------------------- | ------------------------------------------ | ------------------------------------------------------------------------------- | ----------------- | -------------- | ------------------------- |
| Arctic Bay          | Ikpiarjuk (ᐃᒃᐱᐊᕐᔪᒃ)                        | De zak (v.e. kledingstuk)                                                       | Regio Qikiqtaaluk | 823            | 19.3%                     |
| Arviat              | Arviat (ᐊᕐᕕᐊᑦ)                             | Groenlandse walvis                                                              | Regio Kivalliq    | 2,318          | 12.5%                     |
| Baker Lake          | Qamani’tuaq (ᖃᒪᓂᑦᑐᐊᖅ)                      | Groot meer dat langs twee zijden in verbinding staat met een rivier             | Regio Kivalliq    | 1,872          | 8.3%                      |
| Bathurst Inlet      | Kingoak (ᑭᖓᐅᓐ)                             | De neus                                                                         | Regio Kitikmeot   | 0              | n.v.t.                    |
| Cambridge Bay       | Iqaluktuuttiaq (ᐃᖃᓗᒃᑑᑦᑎᐊᖅ)                 | Vrij goede visplaats                                                            | Regio Kitikmeot   | 1,608          | 8.9%                      |
| Cape Dorset         | Kinngait (ᑭᙵᐃᑦ)                            | Hoge berg                                                                       | Regio Qikiqtaaluk | 1,363          | 10.3%                     |
| Chesterfield Inlet  | Igluligaarjuk (ᐃᒡᓗᓕᒑᕐᔪᒃ)                   | Plaats met weinig huizen                                                        | Regio Kivalliq    | 313            | −5.7%                     |
| Clyde River         | Kangiqtugaapik (ᑲᖏᖅᑐᒑᐱᒃ)                   | Mooi, klein inhammetje                                                          | Regio Qikiqtaaluk | 934            | 13.9%                     |
| Coral Harbour       | Salliit (ᓴᓪᓖᑦ)                             | Een groot, plat eiland vlak bij het vasteland                                   | Regio Kivalliq    | 834            | 8.5%                      |
| Gjoa Haven          | Uqsuqtuuq (ᐅᖅᓱᖅᑑᖅ)                         | Plaats met veel blubber                                                         | Regio Kitikmeot   | 1,279          | 20.2%                     |
| Grise Fiord         | Aujuittuq (ᐊᐅᔪᐃᑦᑐᖅ)                        | Plaats waar het nooit dooit                                                     | Regio Qikiqtaaluk | 130            | −7.8%                     |
| Hall Beach          | Sanirajak (ᓴᓂᕋᔭᒃ)                          | De kustlijn                                                                     | Regio Qikiqtaaluk | 546            | −16.5%                    |
| Igloolik            | Iglulik (ᐃᒡᓗᓕᒃ)                            | Plaats met iglos                                                                | Regio Qikiqtaaluk | 1,454          | −5.5%                     |
| Iqaluit (hoofdstad) | Iqaluit (ᐃᖃᓗᐃᑦ)                            | Plaats met veel vis                                                             | Regio Qikiqtaaluk | 6,699          | 8.3%                      |
| Kimmirut            | Kimmirut (ᑭᒻᒥᕈᑦ)                           | hiel                                                                            | Regio Qikiqtaaluk | 455            | 10.7%                     |
| Kugaaruk            | Arviligjuaq (ᑳᒑᕐᑭᓪ)                        | Plaats met veel Groenlandse walvissen (Arviligjuaq), Klein stroompje (Kugaaruk) | Regio Kitikmeot   | 771            | 12.1%                     |
| Kugluktuk           | Qurluqtuq (ᖁᕐᓗᖅᑐᖅ)                         | Waar het water valt (Qurluqtuq), Twee verbaasde mensen (Kugluktuk)              | Regio Kitikmeot   | 1,450          | 11.4%                     |
| Nanisivik           | Nanisivik (ᓇᓂᓯᕕᒃ)                          | De plaats waar mensen dingen vinden                                             | Regio Qikiqtaaluk | 0              | n.v.t.                    |
| Pangnirtung         | Pangniqtuuq (ᐸᖕᓂᖅᑑᖅ)                       | plaats van de Rendierstier                                                      | Regio Qikiqtaaluk | 1,425          | 7.5%                      |
| Pond Inlet          | Mittimatalik (ᒥᑦᑎᒪᑕᓕᒃ)                     | Plaats waar Mittiima begraven is                                                | Regio Qikiqtaaluk | 1,549          | 17.8%                     |
| Qikiqtarjuaq        | Qikiqtarjuaq (ᕿᑭᖅᑕᕐᔪᐊᖅ)                    | Groot eiland                                                                    | Regio Qikiqtaaluk | 520            | 9.9%                      |
| Rankin Inlet        | Kangiqiniq (ᑲᖏᕿᓂᖅ) of Kangirliniq (ᑲᖏᖅᖠᓂᖅ) | Inham                                                                           | Regio Kivalliq    | 2,266          | −3.9%                     |
| Repulse Bay         | Naujaat (ᓇᐅᔮᑦ)                             | Rustplaats voor meeuwen                                                         | Regio Kivalliq    | 945            | 26.3%                     |
| Resolute            | Qausuittuq (ᖃᐅᓱᐃᑦᑐᖅ)                       | Plaats zonder zonsopgang                                                        | Regio Qikiqtaaluk | 214            | −6.6%                     |
| Sanikiluaq          | Sanikiluaq (ᓴᓂᑭᓗᐊᖅ)                        | Genaamd naar een man die bekendstond als een snelle loper                       | Regio Qikiqtaaluk | 812            | 9.1%                      |
| Taloyoak            | Talurjuaq (ᑕᓗᕐᔪᐊᕐᒃ)                        | Grote schuilplaats van rendieren                                                | Regio Kitikmeot   | 899            | 11.1%                     |
| Umingmaktok         | Umingmaktok (...)                          | Iemand die een muskusos gevangen heeft                                          | Regio Kitikmeot   | 5              | n.v.t.                    |
| Whale Cove          | Tikirarjuaq (ᑎᑭᕋᕐᔪᐊᖅ)                      | Lang punt, schiereiland                                                         | Regio Kivalliq    | 407            | 15.3%                     |

## VoormaligDistant Early Warning Line, nuNorth Warning System[42]
In Nunavut zijn er tientallen plaatsen die vroeger als DEWL-radarpost en vandaag nog als NWS-radarpost gebruikt worden. De DEWL's waren radarposten die aankomende Sovjetvliegtuigen of een aanval te land of ter zee vroegtijdig moesten opsporen. Deze worden tegenwoordig door zowel de Amerikaanse als Canadese overheid gebruikt om aanvallen via de lucht of de ruimte vroegtijdig op te sporen.
In de lijst staat eerst de locatie van de radarpost vermeld, tussen haakjes een doorverwijzing naar info over die exacte post binnen het artikel van NWS.
| - Bernard Harbour (PIN-C) - Bernard Harbour (PIN-CB) - Bray Island (FOX-A) - Brevoort Island (BAF-3) - Broughton Island (FOX-5) - Byron Bay (PIN-4) - Cambridge Bay (CAM-MAIN) - Cape Dyer (DYE-MAIN) - Cape Hooper (FOX-4) - Cape Mcloughlin (CAM-5A) - Cape Mercy (BAF-2) - Cape Peel (PIN-E) - Cape Peel West (PIN-EB) - Cape Young (PIN-2) - Clifton Point (PIN-B) - Croker River (PIN 1BG) | - Dewar Lakes (FOX-3) - Durban Island (FOX-E) - Edinburgh Island (PIN-DA) - Ekalugad (FOX-C) - Gjoa Haven (CAM-CB) - Gladman Point (CAM-2) - Hall Beach (FOX.MAIN) - Harding River (PIN-2A) - Hat Island (CAM-B) - Jenny Lind Island (CAM-1) - Jenny Lind Island (CAM-1A) - Kangok Fjord (FOX-CA) - Keith Bay (CAM-E) - Kivitoo (FOX-D) - Lady Franklin Point (PIN-3) - Lailor River (CAM-FA) | - Loks Land (BAF-4A) - Longstaff Bluff (FOX-2) - Mackar Inlet (CAM-5) - Matheson Point (CAM-C) - Nudluardjuk Lake (FOX-B) - Pelly Bay (CAM-4) - Resolution Island (BAF-5) - Ross Point (PIN-D) - Rowley Island (FOX-1) - Scarpa Lake (CAM-F) - Shepherd Bay (CAM-3) - Simpson Lake (CAM-D) - Sturt Point (CAM-A) - Sturt Point (CAM-A3A) |

## Weerstations en militaire basissen
| - Alert - Ennadai, bij het Ennadaimeer | - Eureka, op Ellesmere-eiland - Fox Five, vroeger Distant Early Warning Line station op Qikiqtarjuaq-eiland | - Isachsen, op Elef Ringnes-eiland - Nanisivik Naval Facility, in aanbouw gedurende 2011-2014 |

## Mijnsites
| - Baffinland Iron Mine (voorgesteld) - Bent Horn Mine (buiten gebruik) - Boston Camp (in aanbouw) - Cullaton Lake/Shear Lake Mine (buiten gebruik) | - Doris North (in aanbouw) - Hope Bay (in aanbouw) - Jericho Diamond Mine (buiten gebruik) - Lupin Mine (buiten gebruik) | - Meadowbank Gold Mine (in aanbouw) - Nanisivik Mine (Nanisivik [ᓇᓂᓯᕕᒃ]) (buiten gebruik) - Polaris mine (buiten gebruik) - Rankin Inlet Mine (buiten gebruik) |

## Voormalige dorpen (spookdorpen)
| - Amadjuak, op Baffineiland - Brooman Point Village, op Bathursteiland - Craig Harbour, op Ellesmere-eiland - Dundas Harbour, op Devoneiland | - Iglunga, op een eiland voor de kust van Baffineiland - Killiniq (Port Burwell), op Killiniq-eiland - Native Point, op een schiereiland met dezelfde naam - Nuwata, op Baffineiland | - Padlei, op het vasteland - Port Leopold, op Somerset Island - Tavani, op het vasteland |

## Voormalige handelsposten van deHudson's Bay Company
Deze lijst bevat links naar zowel individuele handelsposten als links naar dorpen en spookdorpen waar zulk een handelspost gevestigd was. Deze worden dan in die artikels ook vermeld.
| - Amadjuak - Apex - Arctic Bay - Baker Lake - Bathurst Inlet - Bay Chimo (Umingmaktok) - Belcher Islands - Blacklead Island - Cambridge Bay - Cape Dorset - Charlton Island Depot - Chesterfield Inlet - Clyde River | - Coats Island - Dundas Harbour - Eskimo Point (Arviat) - Fort Hearne - Fort Ross - Frobisher Bay (Iqaluit) - Gjoa Haven - Igloolik - Kent Peninsula - King William Island - Kugaryuak - Lake Harbour (Kimmirut) - Mansel Island | - Nueltin House - Padley (Padlei) - Pangnirtung - Pangnirtung Fox Farm - Perry River - Ponds Inlet - Port Leopold - Port Burwell (Killiniq) - Repulse Bay - Southampton Island - Tavane (Tavani) - Tree River - Wager Inlet (Wager Bay) |